# Call of Duty: Modern Warfare II (trò chơi năm 2022)
Call of Duty: Modern Warfare II là trò chơi điện tử thuộc thể loại bắn súng góc nhìn thứ nhất được phát triển bởi Infinity Ward và phát hành bởi Activision. Đây là phiên bản thứ 19 trong loạt game Call of Duty, và là hậu bản của Call of Duty: Modern Warfare. Trò chơi này được phát hành vào ngày 28 tháng 10 năm 2022, cho hệ máy Microsoft Windows, PlayStation 4, PlayStation 5, Xbox One, và Xbox Series X/S.
Giống như phiên bản tiền nhiệm, trò chơi lấy bối cảnh hiện đại và chân thực, nơi những chiến dịch ngầm, những cuộc đột kích/ám sát tại các thành phố, khu dân cư chiếm phần lớn nội dung bên cạnh những mặt trận vốn đã khá quen thuộc từ phần game trước. Trò chơi theo chân lực lượng đặc nhiệm của Vương quốc Anh, đội Task Force 141 và lực lượng đặc nhiệm của Mexico là "Los Vaqueros", hai đội này có nhiệm vụ đó là truy đuổi tướng quân người Iran của Lực lượng Quds và tên khủng bố Hassan Zyani. Những nhân vật chính có thể chơi được trong trò chơi là Johnny "Soap" MacTavish và Kyle "Gaz" Garrick đến từ đội đặc nhiệm Task Force 141. Trò chơi sử dụng phiên bản mới của IW engine, chế độ multiplayer hỗ trợ chơi đa nền tảng và đồng thời bổ sung chế độ chơi battle royale hoàn toàn miễn phí, Warzone 2.0, một phiên bản mới của Warzone.
Call of Duty: Modern Warfare II nhận được đánh giá chung tích cực từ các nhà phê bình. Đây là một thành công về mặt thương mại và đã phá vỡ nhiều kỷ lục của series, bao gồm cả việc trở thành trò chơi Call of Duty tạo ra doanh thu 1 tỷ đô la Mỹ nhanh nhất.

## Lối chơi
Modern Warfare II đã tác động và thay đổi tích cực tới gameplay, như là hệ thống AI mới cho chế độ chiến dịch và co-op, hệ thống vật lý của nước, và tính năng bơi, đồng thời cả cải tiến hệ thống phương tiện. Những tính năng mới với gameplay và cách di chuyển gồm dolphin dive, hệ thống leo trèo lên tường cùng với sự loại bỏ tính năng hủy trượt (slide cancel). Hệ thống phương tiện mới cho phép người chơi nghiêng ra cửa sổ của phương tiện đó, leo lên đầu của phương tiện, và có thể chiếm phương tiện của địch.
Hệ thống level và tính năng "Gunsmith" đã được tùy chỉnh lại, cho phép người chơi chọn phụ kiện phù hợp với lối chơi của họ. Trò chơi cũng cung cấp các bảng tiến trình vũ khí được phân nhánh để giảm tình trạng cày lại phụ kiện đã mở khóa từ những vũ khí khác, đồng thời có cả phòng tập bắn để cho người chơi luyện tập.
Chế độ nhiều người chơi (multiplayer) của Modern Warfare II mang tới vài chế độ chơi mới như: Knockout, ở chế độ này cả 2 đội phải chiếm lại vật phẩm nhưng với giới hạn số lượt hồi sinh; và chế độ Giải Cứu Tù Nhân (Prisoner Rescue), đội tấn công sẽ phải cố gắng giải cứu con tin trong khi đội phòng thủ phải ngăn chặn họ bằng cách xây dựng phòng thủ xung quanh con tin. Chế độ góc nhìn thứ ba cũng đã được xác nhận vào tháng 9.
Chế độ phối hợp Special Ops (Chiến Dịch Đặc Biệt) cũng đã được xác nhận rằng sẽ quay trở lại, bao gồm những nhiệm vụ chỉ giới hạn hai người chơi, với chế độ 3 người chơi được gọi là "Raids" sẽ được cập nhật sau này.

## Nhân vật
Modern Warfare II tiếp nối cốt truyện của bản reboot Modern Warfare (2019) và có một số nhân vật trở lại: Đại úy John Price (Barry Sloane), Trung sĩ Kyle "Gaz" Garrick (Elliot Knight), Trung úy Simon "Ghost" Riley (Samuel Roukin), Trung sĩ John "Soap" MacTavish (Neil Ellice), Trạm trưởng CIA Kate Laswell (Rya Kihlstedt) và Thủ lĩnh quân nổi dậy Urzikstan Farah Karim (Claudia Doumit). Những nhân vật mới gồm: Đại tá Alejandro Vargas (Alain Mesa), chỉ huy lực lượng đặc nhiệm Mexico "Los Vanqueros", Thượng sĩ Rodolfo Parra, phó chỉ huy lực lượng đặc nhiệm Mexico "Los Vanqueros", Chỉ huy PMC "Shadow Company" Phillip Graves (Warren Kole), và Đại tướng Shepherd (Glenn Morshower).

## Danh sách nhiệm vụ chiến dịch (Campaign)
| Nhiệm vụ                            | Quốc gia        | Địa điểm                | Địa điểm                | Thời gian                 | Nhân vật được điều khiển                    |
| Nhiệm vụ                            | Quốc gia        | Trong game              | Đời thật                | Thời gian                 | Nhân vật được điều khiển                    |
| ----------------------------------- | --------------- | ----------------------- | ----------------------- | ------------------------- | ------------------------------------------- |
| Strike (Tấn công)                   |                 | Al Mazrah, Adal         | Kavkaz                  | Ngày 15 tháng 7 năm 2022  | Simon "Ghost" Riley                         |
| Kill or Capture (Giết hoặc Bắt Giữ) |                 | Al Mazrah, Adal         | Kavkaz                  | Ngày 28 tháng 10 năm 2022 | Johnny "Soap" MacTavish                     |
| Wetwork (Công việc ẩm ướt)          | Hà Lan          | Amsterdam, Hà Lan       | Amsterdam, Hà Lan       | Ngày 28 tháng 10 năm 2022 | Kyle "Gaz" Garrick                          |
| Tradecraft                          | Hà Lan          | Amsterdam, Hà Lan       | Amsterdam, Hà Lan       | Ngày 29 tháng 10 năm 2022 | Kyle "Gaz" Garrick                          |
| Borderline (Đường biên giới)        | Hoa Kỳ · México | Biên giới México-Hoa Kỳ | Biên giới México-Hoa Kỳ | Ngày 29 tháng 10 năm 2022 | Rodolfo Parra                               |
| Cartel Protection                   | México          | Las Almas               | Ciudad Juárez           | Ngày 30 tháng 10 năm 2022 | Johnny "Soap" MacTavish                     |
| Close Air                           | México          | Las Almas               | Ciudad Juárez           | Ngày 30 tháng 10 năm 2022 | Quan sát viên AC-130 "Shadow-1"             |
| Hardpoint                           | México          | Las Almas               | Ciudad Juárez           | Ngày 30 tháng 10 năm 2022 | Quan sát viên AC-130 "Shadow-1"             |
| Recon by Fire                       | Tây Ban Nha     | Tây Ban Nha             | Gần Ibiza               | Ngày 31 tháng 10 năm 2022 | Kyle "Gaz" Garrick                          |
| Violence and Timing                 |                 | Urzikistán              | Kavkaz                  | Ngày 1 tháng 11 năm 2022  | Kyle "Gaz" Garrick                          |
| El Sin Nombre                       | México          | Las Almas               | San Pedro Garza García  | Ngày 1 tháng 11 năm 2022  | Johnny "Soap" MacTavish                     |
| Dark Water                          | México          | México                  | México                  | Ngày 2 tháng 11 năm 2022  | Johnny "Soap" MacTavish                     |
| Alone                               | México          | Las Almas               | Ciudad Juárez           | Ngày 3 tháng 11 năm 2022  | Johnny "Soap" MacTavish                     |
| Prison Break                        | México          | Las Almas               | Ciudad Juárez           | Ngày 3 tháng 11 năm 2022  | Johnny "Soap" MacTavish                     |
| Hindsight                           |                 | Al Mazrah, Adal         | Kavkaz                  | Ngày 12 tháng 8 năm 2022  | Dipaolo                                     |
| Ghost Team                          | México          | Las Almas               | Ciudad Juárez           | Ngày 3 tháng 11 năm 2022  | Johnny "Soap" MacTavish Kyle "Gaz" Garrick  |
| Countdown                           | Hoa Kỳ          | Chicago, Hoa Kỳ         | Chicago, Hoa Kỳ         | Ngày 4 tháng 11 năm 2022  | Johnny "Soap" MacTavish Simon "Ghost" Riley |

## Quá trình phát triển
Call of Duty: Modern Warfare II được phát triển bởi studio Infinity Ward cùng với phiên bản mới của tựa game battle royale Call of Duty: Warzone với tên gọi là Warzone 2.0, cả hai trò chơi này đều dùng phiên bản mới của IW engine. Công nghệ mới này có tính năng như: gia tăng tính chân thực khi tương tác với các vật thể, hệ thống "PBR" (xử lí hình ảnh dựa theo tác động môi trường), hệ thống ánh sáng mới, 4K HDR, và hỗ trợ các cấu trúc GPU mới. MWII và Warzone 2.0 đều có phần mềm chống gian lận độc quyền đó là 'Ricochet Anti-Cheat' vào ngày đầu phát hành.
Đối với những người chơi PC, Modern Warfare II cũng là phiên bản Call of Duty đầu tiên được quay lại với cửa hàng Steam sau 5 năm độc quyền cho Battle.net của Blizzard, và trò chơi vẫn được tiếp tục mở bán ở cửa hàng Battle.net.

## Tiếp thị

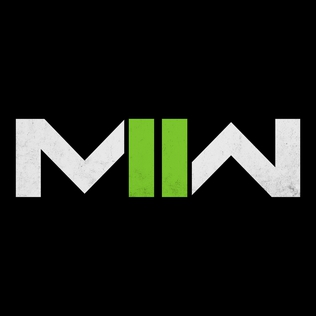
Logo chính thức của Modern Warfare II

Vào tháng 2 năm 2022, Activision đã xác nhận hậu bản tới Call of Duty: Modern Warfare (2019) với thông báo sẽ ra mắt trong năm 2022, đi cùng với phiên bản mới của Call of Duty: Warzone. Tiêu đề của game, Modern Warfare II, và logo đã được công bố trên mạng xã hội vào tháng Tư năm 2022. Một tháng sau, Activision đã ra mắt một teaser mới, teaser đó có sự xuất hiện của bìa trò chơi với những nhân vật chính, đồng thời công bố cả ngày ra mắt đó là 28 tháng 10, 2022. Vào ngày 2 tháng 6, 2022, một trailer live-action đã ra mắt, vào cùng ngày đó, Steam đã trả lời tweet của tài khoản Twitter Call of Duty chính thức đó, nhấn mạnh rằng trò chơi sẽ ra mắt cho nền tảng Microsoft Windows thông qua cửa hàng Steam, đồng thời cả Battle.net. Trailer hé lộ gameplay đã ra mắt vào 12 giờ sáng ngày 9 tháng 6. Với phần trình diễn demo về chế độ chiến dịch của trò chơi được tiết lộ tại Summer Games Fest 2022. Modern Warfare II đánh dấu lần đầu tiên kể từ phiên bản ra mắt năm 2017, Call of Duty: WWII, được ra mắt trên nền tảng Steam. Vào tháng 9 năm 2022, Activision đã tổ chức sự kiện "Call of Duty Next", qua đó họ đã công bố đoạn teaser giới thiệu chế độ multiplayer, thông tin chi tiết về chế độ Spec Ops, Call of Duty: Warzone 2.0, và cả chế độ DMZ.

### Phát hành
Phiên bản thử nghiệm nhiều người chơi (beta) của Modern Warfare II được phát hành cho người chơi trên các hệ máy PlayStation 4/5 từ ngày 16 tháng 9; cho Xbox Series X/S, Xbox One và PC vào ngày 22 tháng 9, và chỉ dành cho những người chơi đã đặt trước game. Bản beta chính thức đóng cửa vào ngày 26 tháng 9, lúc 3 giờ chiều trên tất cả các nền tảng, trước khi được ra mắt chính thức vào ngày 28 tháng 10 năm 2022. Phiên bản "The Vault Edition" được đi kèm thêm gói nhân vật "Red Team 141", gói vũ khí "FJX Cinder Weapon Vault", cùng quyền truy cập vào Battle Pass của Modern Warfare II, và nhân đôi điểm kinh nghiệm (XP). Ngoài ra, phiên bản Vault Edition cũng bao gồm gói "Ghost Legacy Pack", bao gồm 12 loại skin cho nhân vật Ghost và 10 loại skin cho khẩu M4A1 để sử dụng trong game Call of Duty: Warzone và Modern Warfare (2019). Những người đặt trước game cũng có quyền được truy cập sớm vào phần chơi đơn sớm hơn 1 tuần, vào ngày 20 tháng 10.

### Nội dung cập nhật
Cũng giống như những phiên bản Call of Duty trước, Modern Warfare II sử dụng hai hệ thống battle pass và cửa hàng trong game nơi mà người chơi có thể mua những gói trang phục bằng cách sử dụng đơn vị tiền tệ ảo "COD Points", trong khi những nội dung miễn phí, như là bản đồ và vũ khí mới, được thêm vào thường xuyên mỗi mùa.
Vào tháng 11 năm 2022, Activision và Infinity Ward đã công bố một sự kiện bóng đá giới hạn cho bản cập nhật mùa 1, với tên gọi là "Modern Warfare FC", trong đó có bổ sung một số cầu thủ bóng đá nổi tiếng thế giới: Paul Pogba, Neymar, và Lionel Messi, những nhân vật này đều có thể chơi được trong chế độ multiplayer và Warzone 2.0.

## Đón nhận
Call of Duty: Modern Warfare II nhận được đánh giá nói chung khá là "thuận lợi", theo những bài đánh giá trên Metacritic.
GameSpot đã gọi trò chơi là "bản Call of Duty thành công nhất," ca ngợi mức độ tự do của người chơi trong các nhiệm vụ và sự đa dạng của những khu vực trong trò chơi, nhưng chỉ trích tính năng tùy chỉnh súng quá phức tạp và toàn bộ trò chơi cảm thấy "hơi thiếu sót."

### Doanh thu
Call of Duty: Modern Warfare II đã trở thành bản Call of Duty bán chạy nhất từ trước đến nay. Trò chơi đã gặt hái được 800 triệu đô la Mỹ doanh thu trong ba ngày đầu tiên phát hành, và 1 tỷ đô la Mỹ trong 10 ngày, vượt qua bản game 2011 đã giữ kỷ lục trước đó, Call of Duty: Modern Warfare 3 đồng thời cả bản game 2012 Black Ops II.
Tại Vương quốc Anh, Modern Warfare II trở thành trò chơi bán chạy nhất trong tuần đầu tiên phát hành. Và tại Nhật Bản, phiên bản Call of Duty: Modern Warfare II dành cho hệ máy PlayStation 4 đã bán được 24,371 bản vật lý trong tuần đầu phát hành, khiến nó trở thành trò chơi bán chạy thứ hai trong tuần tại quốc gia này. Phiên bản dành cho hệ máy PlayStation 5 cũng đã bán được 17,710 bản vật lý tại Nhật Bản trong cùng một tuần, nó được xếp ở vị trí thứ sáu trên bảng xếp hạng doanh số trò chơi điện tử.

## Danh sách vũ khí (Mùa 1)
| Súng trường tấn công | Súng trường tiến công | Súng tiểu liên | Súng shotgun | Súng lục  | Súng máy   | Súng trường thiện xạ | Súng bắn tỉa | Súng bắn tên lửa/pháo |
| -------------------- | --------------------- | -------------- | ------------ | --------- | ---------- | -------------------- | ------------ | --------------------- |
| Lachmann-556         | FTac Recon            | Lachmann Sub   | Expedite 12  | X12       | 556 Icarus | LM-S                 | Signal 50    | PILA                  |
| M4                   | Lachmann-762          | FSS Hurricane  | Lockwood 725 | X13 Auto  | RAPP H     | Lockwood MK2         | Barrett MRAD | JOKR                  |
| M16                  | SCAR-H                | Fennec 45      | Bryson 800   | Bruen .45 | SAKIN MG38 | EBR-14               | Victus XMR   | RPG-7                 |
| AKS-74u              |                       | P90            |              | .50 GS    | RAAL MG    | SP-R 208             |              | FMJ-92                |
| TAQ-56               |                       | LMP            |              |           | RPK        |                      |              |                       |
| M13 SIG MCX          |                       | K-Bloc         |              |           |            |                      |              |                       |
| STG A3               |                       | BAS-P          |              |           |            |                      |              |                       |
| Kastov 545           |                       | Zyklov 9       |              |           |            |                      |              |                       |
| Kastov 762           |                       |                |              |           |            |                      |              |                       |

## Internet meme

Hình ảnh nhân vật Simon "Ghost" Riley nhìn chằm chằm vào người chơi

Hình ảnh nhân vật Simon "Ghost" Riley nhìn chằm chằm vào nhân vật John "Soap" MacTavish

Vào ngày chế độ chiến dịch được phát hành, nhân vật Simon "Ghost" Riley xuất hiện trong một cutscene về cuộc tìm kiếm vào ban đêm, nhân vật này đã trò chuyện với người chơi đồng thời nhìn chằm chằm vào người chơi với chiếc mặt nạ đầu lâu của anh ta.
Vào ngày 23 tháng 10, một người dùng Tumblr tên là vvh1sk3y đã đăng tải một bộ ảnh chụp màn hình về những nhân vật trong Modern Warfare II và trong đó cũng có cả hình ảnh của Ghost trong cutscene này. Bài đăng đã nhận được hơn 2 nghìn lượt thích trong hai tuần
Trong một cutscene khác của trò chơi, Ghost, Soap và hai nhân vật khác đang đi trên một chiếc xe giữa thành phố hư cấu có tên "Las Almas" của Mexico. Tại một thời điểm trong đoạn cutscene, Soap quay về phía Ghost, người đang ngồi cạnh anh ta, Ghost đang nhìn anh ta cùng với chiếc mặt nạ và có ánh mắt vô hồn (như bức ảnh thứ 2 bên trái).

### Phát tán
Vào cuối tháng 10 năm 2022, hình ảnh này đã đạt được mức độ lan truyền lớn trên Twitter như một sự phản ứng tới điều gì đó, thường được kết hợp với dạng meme "My Reaction to That Information". Ví dụ như, vào ngày 26 tháng 10 năm 2022, một người dùng Twitter BKTOOR_ đã sử dụng hình ảnh này để nhại lại một tweet của tài khoản Twitter Call of Duty chính thức, tweet này đã nhận được hơn 120 lượt thích trong hai tuần. Vào ngày 31 tháng 10, một người dùng Twitter khác ImNOODLEZ05 đã sử dụng hình ảnh tương tự nhưng với dạng meme "My Reaction to That Information" để trả lời một tweet bởi charlieINTEL, nhận được hơn 540 lượt thích trong một tuần.
Cuối tháng 10 và đầu tháng 11 năm 2022, Ghost đã trở nên nổi tiếng trên mạng với tư cách là một "Tumblr sexyman", với những fan art dựa trên hình ảnh được chia sẻ trên Twitter, Tumblr và các nền tảng xã hội khác. Ví dụ như, vào 31 tháng 10 năm 2022, người dùng Twitter blurryspirits đã chia sẻ một bản phác thảo về Ghost và nó đã nhận được hơn 30 retweet và 410 lượt thích trong một tuần. Vào ngày 5 tháng 11, họa sĩ JFrazzles cũng đã đăng một fan art về Ghost và nhận được hơn 500 retweet và 2000 lượt thích trong hai ngày.
Vào ngày 22 tháng 10, TikToker @gotouchgrass đã đăng một video về Ghost bao gồm cảnh quay của những cutscene từ trò chơi và video này được đạt ở giai điệu buồn. Video đã thu hút hơn 1,3 triệu lượt xem và 189 nghìn lượt thích trong một tháng.
Bắt đầu từ giữa tháng 11 năm 2022, clip Ghost nhìn chằm chằm vào Soap được đặt theo giai điệu này đã trở nên phổ biến dưới dạng GIF và dạng caption video, những clip này chủ yếu xuất hiện trên TikTok. Ví dụ, vào ngày 10 tháng 11, TikToker @0sama_b1nlack1n đã đăng dạng meme này, video đã nhận được 6,8 triệu lượt xem và 1,3 triệu lượt thích trong năm ngày.
Sau khi lan truyền trên TikTok, dạng meme này cũng trở nên phổ biến trên Twitter. Ví dụ: vào ngày 14 tháng 11, một người dùng Twitter ItsSomjuu cũng đã đăng một video tương tự nhưng với tiêu đề khác, tweet này đã nhận được hơn 1,5 triệu lượt xem, 8.600 lượt tweet lại và 91.800 lượt thích trong một ngày.